# عبد الله الكرشمي
عبد الله كرشمي (1932 - 2007)، كان رئيس وزراء الجمهورية العربية اليمنية منذ 2 سبتمبر 1969 حتى 5 فبراير 1970. في عهد الرئيس عبد الرحمن الأرياني
ولد في 1932 في قرية بيت بوس في بني مطر في صنعاء، توفي في 26 يوليو 2007 ودفن في مسقط رأسه بيت بوس.

## حياته ودوره
انتقل إلى مدينة صنعاء، والتحق بمدرسة «دار الأيتام»، ثم انتقل إلى المدرسة العلمية، ثم سافر إلى بيروت، فأكمل فيها دراسته حتى تخرج من المرحلة الثانوية العامة عام 1948م، ثم انتقل إلى القاهرة، فالتحق بكلية الهندسة في جامعة «عين شمس»، وحصل على شهادة البكالوريوس في الهندسة المدنية عام 1958م.
بعد ذلك، عُين مهندسًا مشرفًا على شق الطريق بين مدينتي "المخاء وتعزّ"، وأشرف على عدد من الأعمال الهندسية في شوارع مدينة صنعاء، وميدان «التحرير» فيها، وكلف برفع تقرير عن "سد مأرب"، ثم عُين مهندسًا في وزارة الأشغال العامة، شارك في ثورة 26 سبتمبر، وبعد قيام النظام الجمهوري الذي أطاح بالنظام الملكي عام 1962م عُين وزيرًا للأشغال العامة، وأعيد تعيينه في نفس المنصب عدة مرات في نفس العام، وفي الأعوام 1964م، و1965م، و1967م، و1975م، و1980م، و1983م.
كما تم تعيينه وزيرًا للأشغال والمواصلات عام 1963م، ومهندسًا زراعيًّا في وزارة الأشغال بدولة الكويت عام 1967م، ووزيرًا للمواصلات عاما 1968م، ورئيسًا لمجلس الوزراء العام التالي، ووزيرًا للأشغال العامة والبلديات عام 1976م، م، ووزيرًا للأشغال العامة والنقل عام 1988م، ووزيرًا للإنشاءات والتعمير عام 1990م، ورئيسًا للهيئة العامة للطرق والجسور عام 1995م، ومستشارًا لرئيس الجمهورية لشئون الطرق عام 2000م.
حضر عددًا من الندوات داخل اليمن وخارجها، منها: الندوة الدولية للطرق عام 1973م، المؤتمرات العربية كافة في مجال الأشغال العامة والطرق والنقل والمواصلات خلال عمله وزيرًا في الوزارات المذكورة، ورأس وفد اليمن في كلٍّ من: التوقيع على القرض الخامس للطرق في أمريكا عام 1983م، والاجتماع السابع عشر للطرق العالمية في مدينة (سدني) في نفس العام، والمؤتمر العالمي للطرق الذي عقد في البرازيل عام 1984م.
حصل على كثير من الجوائز والأوسمة، منها: وسام (الاستحقاق) عام 1982م، ورسالة شكر من مجلس الوزراء عام 1407هـ/ 1987م، وهو عضو في كلٍّ من اتحاد الطرق الدولية، وجمعية الصداقة اليمنية الألمانية، ورئيس نقابة المهندسين اليمنيين.

متزوج، وأب لبنت، وولدين، عرف منهما المهندس (عمر عبد الله الكرشمي) الذي تعيّن وزيرًا للأشغال العامة والطرق عام 2006م.
| سبقه محسن العيني | رئيس وزراء الجمهورية العربية اليمنية 1969–1970 | تبعه محسن العيني |